# 豊田市立浄水中学校
豊田市立浄水中学校（とよたしりつ じょうすいちゅうがっこう）は、愛知県豊田市大清水町大清水12番地1にある公立中学校。

## 特色
浄水地区は豊田市街地の北西にある地区であり、地区内には愛知県豊田浄水場がある。豊田市立浄水中学校は豊田市で初めて交流館（地区公民館）と合築された中学校である。延床面積は11,999.2m2であり、浄水中学校部分が9,610.8m2、豊田市浄水交流館部分が910.5m2、共用部分が1,477.7m2である。豊田市版コミュニティ・スクールのモデル校となっており、豊田市立浄水小学校、豊田市立浄水北小学校、地域とともに、小学校・中学校・地域の3者が連携した取り組みを行っている。

## 歴史

### 年表
- 2016年（平成28年）4月1日 - 豊田市立梅坪台中学校より分離して開校。

### 沿革
太平洋戦争中のこの地区には伊保原飛行場があった。名鉄豊田線上豊田駅を中心とする豊田市浄水地区では昭和40年代後半に団地が造成され、また1993年（平成5年）以降に区画整理事業が行われたことで、急速に住宅地が増えて人口が増加した。豊田市28番目の中学校として、2016年（平成28年）4月1日に豊田市立梅坪台中学校から分離して豊田市立浄水中学校が開校した。2017年度（平成29年度）の生徒数は515人だった。

### 生徒数の変遷
『愛知県小中学校誌』（2018年）によると、生徒数の変遷は以下の通りである。
| 2017年（平成29年） | 515人 |  |

## 地理

### 通学区域
豊田市逢妻町の一部、伊保町の一部、大清水町の一部、浄水町の一部を学区としている。2016年（平成28年）4月1日時点の学区面積は3.99km2であり、学区人口は14,250人である。人口は区画整理事業前の1993年（平成5年）には2,110人にすぎず、2010年（平成22年）時点でも6,763人にすぎなかった。
- 豊田市立浄水小学校 - 1977年開校。
- 豊田市立浄水北小学校 - 2014年開校。

### 周辺
- 豊田市浄水交流館 - 地区公民館。浄水中学校に併設されている。
- 豊田市立浄水小学校
- 愛知県立豊田高等学校
- 名鉄豊田線上豊田駅